# Сабецки, Гюнтер
Гюнтер Сабецки (нем. Günther Sabetzki, 4 июня 1915, Дюссельдорф, Германская империя — 22 июня 2000, Дюссельдорф, ФРГ) — хоккейный функционер, президент ИИХФ (1975—1994), президент Немецкого хоккейного союза (нем. Deutscher Eishockey-Bund) (1964—1984). Доктор общественно-политических наук, журналист, издатель и редактор журналов по экономике, энергетике, теории информации и управления.

## Карьера
Гюнтер Сабецки увлекался многими видами спорта: футболом, гандболом, хоккеем на траве, скоростным бегом на коньках, теннисом и плаванием.
В 1958 году он был избран первым председателем Федерации ледовых видов спорта земли Северный Рейн — Вестфалия. Он занимал эту должность до 1995 года.
Гюнтер Сабецки — один из основателей Немецкого хоккейного союза (нем. Deutscher Eishockey-Bund) 16 июня 1963 года. Возглавил его совместно с Людвигом Заметцером (нем. Ludwig Zametzer). Со следующего года занял должность вице-президента.
В 1965 году по инициативе и Немецкого хоккейного союза на встрече в Тампере Международная федерация хоккея с шайбой учредила Кубок европейских чемпионов по аналогии с футбольным и гандбольным. Турнир предстояло проводить среди лучших европейских клубных мужских команд.
В 1966 году был избран членом Совета ИИХФ. В 1969—1998 — член Исполкома ИИХФ. В 1975 году на I Генеральном Конгрессе в Гштаде Гюнтер Сабецки был избран президентом Международной федерации хоккея с шайбой.
Неоднократно переизбираясь, на этом посту он пробыл до 1994 года. На посту президента ИИХФ Гюнтер Сабецки стремился установить более тесные контакты с профессиональными организациями в Северной Америке, в том числе между ИИХФ и НХЛ. Он сыграл важную роль в прекращении конфликта с североамериканскими хоккейными организациями. Благодаря усилиям Сабецки на чемпионате мира 1977 года участвовала национальная сборная команда Канады — впервые после 8-летнего перерыва. Под руководством Гюнтера Сабецки реализована широкая программа оказания помощи странам, где хоккей развит слабо, а также программа улучшения методики судейства и подготовки тренерских кадров. Доктор Сабецки — один из организаторов розыгрышей Кубка Канады. За период его президентства число членов ИИХФ возросло с 31 до 50.
Чтобы развить популярность хоккейного турнира на Олимпийских играх с 1980 года по 1988 год в год Олимпиад были отменены чемпионаты мира и Европы.

## Память
В 1988 году он стал одним из основателей Зала хоккейной славы Германии, членом которого он является.
- В 1995 году был избран в Зал хоккейной славы НХЛ в Торонто.
- В 1997 году был избран в Зал славы ИИХФ.